# Villa de Vallecas (stacja metra)
Villa de Vallecas – stacja metra w Madrycie, na linii 1. Znajduje się w dzielnicy Villa de Vallecas, w Madrycie i zlokalizowana jest pomiędzy stacjami Sierra de Guadalupe, a Congosto. Została otwarta 4 marca 1999.